# Buraida
Buraida (em árabe: بريدة; romaniz.: Burayda)  a capital e maior cidade da região de Alcacim, no centro-norte da Arábia Saudita, no coração da Península Arábica. Buraida é equidistante do Mar Vermelho a oeste e do  Golfo arábico a leste. É conhecida pelo seu festival de datas, que é o maior do mundo com uma grande variedade de datas.